# Insurrection et massacres de la côte syrienne
Guerre civile syrienne
Insurrection syrienne (2024-présent)
Batailles
L’insurrection de la côte syrienne commence le 6 mars 2025, trois mois après la chute du régime de Bachar el-Assad. Elle est lancée par d'anciens militaires et miliciens pro-Assad qui annoncent la création d'un « Conseil militaire pour la libération de la Syrie » dans le but de renverser le gouvernement de transition.
Les forces de sécurité du nouveau régime répriment violemment l'insurrection et commettent des massacres de populations civiles, notamment alaouites. Selon le Réseau syrien pour les droits de l'homme, les exactions causent la mort d'au moins 1 120 civils, dont 889 par les forces du nouveau régime et 231 par les forces pro-Assad. L'Observatoire syrien des droits de l'homme donne pour sa part un bilan d'au moins 1 700 civils tués.
L'insurrection s'éteint le 10 mars 2025 avec la victoire des forces gouvernementales.

## Prélude
Le 8 décembre 2024, dans les heures qui suivent la prise de Damas, les rebelles entrent sans rencontrer de résistance dans les gouvernorats de Lattaquié et Tartous, dont la population est majoritairement alaouite. Ils sont alors accueillis par des foules en liesses, célèbrant la chute du régime Assad,.
Peu d'exactions sont commises dans les premiers jours qui suivent la chute du régime,. Le 5 décembre, Ahmed al-Charaa, chef de Hayat Tahrir al-Cham, s'engage ainsi à protéger les communautés alaouites et chrétiennes : « Ces communautés coexistent dans cette région depuis des centaines d’années, et personne n’a le droit de les éliminer ». 
Cependant, une partie des militaires et des officiers du régime Assad trouvent refuge dans les montagnes des régions de Lattaquié et Tartous. Un ancien officier d'Assad, Muqdad Fatiha, connu depuis 2012 pour ses exactions filmées, diffuse notamment plusieurs vidéos où il menace des alaouites qu'il qualifie de « traîtres ». 
Des affrontements et des actes de violences éclatent ponctuellement. Ainsi, le 10 décembre, quatre alaouites sont exécutés sommairement par des hommes de Hayat Tahrir al-Cham dans le village de Rabia. Le 14 décembre, quatre combattants de Faylaq al-Cham sont tués dans une embuscade près d'une villa appartenant à Wassim al-Assad, un trafiquant de captagon proche de Bachar al-Assad. Le 25 décembre, lors d'une opération à Khirbet al-Mazah, dans la région de Tartous, 14 membres des nouvelles forces de sécurité et sept combattants pro-Assad sont tués et 20 autres arrêtés, dont le général Mohammed Kanjo Hassan, responsable de milliers de condamnation à mort à la prison de Saidnaya,. Le 23 janvier 2025, 12 à 50 alaouites sont assassinées dans le village de Fahel près de Homs,. Le 31 janvier, dix civils alaouites sont tués dans le village d'Arzé, près de la ville de Hama,. Selon l'Observatoire syrien des droits de l'homme (OSDH), plus de 240 personnes, dont une majorité d'alaouites, sont exécutées ou assassinées entre le 8 décembre 2024 et le 5 février 2025, principalement dans le gouvernorat de Hama et le gouvernorat de Homs
Le 16 février, Ahmed al-Charaa, désormais président de la République arabe syrienne, se rend à Lattaquié et Tartous pour rencontrer les dignitaires et notables locaux. À la même période, afin d'éviter les débordements, le nouveau régime fait retirer ses forces de sécurité de la côté syrienne où il ne maintient que ses forces de police.

## Déroulement

### Organisation de l'insurrection pro-Assad
Le 6 mars 2025, d'anciens militaires et miliciens pro-Assad annoncent la création d'un « Conseil militaire pour la libération de la Syrie » dirigé par le brigadier Gheith al-Dala, ancien officier de la 4e division blindée,. Un autre groupe, la brigade du Bouclier de la côte, dirigée par Muqdad Fatiha, joue également un rôle majeur dans l'opération,. Selon Mustafa Kneifati, le responsable de la sécurité de la région de Lattaquié, cité par l'agence SANA, les insurgés pro-Assad sont dirigés par l'ex-général Souheil al-Hassan. Cependant, pour Thomas Pierret, chercheur au CNRS et spécialiste de la Syrie, il n'existe aucune indication de la présence de Souheil al-Hassan dans la région et « les cadres de ce mouvement insurrectionnel alaouite, qui sont apparus sur des vidéos, sont des gens de grades bien moindres et beaucoup plus jeunes ». Le journal The Guardian indique que l'attaque impliquait jusqu'à 4 000 partisans d'Assad selon un conseiller du ministre des Affaires étrangères. Le 6 mars, l'agence officielle SANA rapporte la capture à Jablé de Ibrahim Houweïja, chef du service de renseignement de l'armée de l'air entre 1987 et 2002, qu'elle accuse « d'avoir commis des centaines d'assassinats à l'époque du criminel Hafez al-Assad ».

### Attaques des insurgés pro-Assad
Les affrontements éclatent le soir du 6 mars 2025, lorsque des insurgés pro-Assad lancent une attaque contre une patrouille des forces de sécurité dans le village de Beit Ana (en), près de la ville côtière de Jablé, entre Lattaquié et Banias,. L'embuscade fait au moins 13 morts et plusieurs blessés parmi les forces du nouveau régime.
Plusieurs positions, points de contrôle et patrouilles des forces du Gouvernement de transition syrien sont assaillis dans la région de Jablé,. Les insurgés s'en prennent aux forces de l'ordre selon un plan coordonné et attaquent des postes, des hôpitaux, des municipalités. D'après le journaliste Wassim Nasr, au moins 80 attaques sont commises, faisant plus de 150 morts. 
Les insurgés parviennent à prendre provisoirement le contrôle de plusieurs quartiers de Lattaquié et de Tartous, ainsi que de quatre bases militaires, où ils s'emparent de matériel, de véhicules, d'armes et de munitions. Des combats de rues ont lieu dans la ville de Jablé, à Beit Ana (en), le village natal de Souheil al-Hassan, et sa forêt environnante, où les forces de sécurité ouvrent le feu avec des hélicoptères et de l'artillerie. Le lendemain, des chefs religieux alaouites dénoncent des « attaques contre les habitations civiles » et appellent à des « manifestations pacifiques ». Des combats de moindre ampleur ont également lieu à Homs.

### Contre-offensive des forces de sécurité
Les forces de sécurité, constituées d'anciens combattants de Hayat Tahrir al-Cham et de l'Armée nationale syrienne (ANS), lancent alors une opération dans le gouvernorat de Lattaquié et le gouvernorat de Tartous, où elles décrètent un couvre-feu. Plusieurs milliers d'hommes venus de différentes régions sont mobilisés, appuyés par des blindés, des drones et de l'artillerie. Selon la commission nationale d'enquête établie par les autorités syriennes, 200 000 combattants venus de l'ensemble de la Syrie se déploient dans la région côtière,.

Dès le matin du 7 mars, les forces gouvernementales reprennent le contrôle des villes de Lattaquié et Tartous. À la fin de la journée, les combats se concentrent principalement au nord de Banias, aux environs de Jablé et à Qardaha.
Cependant, les combats s'accompagnent de nombreux massacres de civils, commis à la fois par des forces du gouvernement, par des factions alliées issues de l'ANS, par des groupes djihadistes et par les insurgés pro-Assad. La majorité des victimes sont des alaouites,, mais des sunnites et au moins un chrétien, figurent également parmi les victimes. Dans certains cas les femmes et les enfants sont épargnées, dans d'autres ils sont également mis à mort.

### Fin des opérations
Au matin du 8 mars, l'Observatoire syrien des droits de l'homme (OSDH) fait état d'un « retour au calme relatif ». Des insurgés pro-Assad tentent de s'emparer de l'hôpital national de Lattaquié, mais leur attaque est repoussée.
Le matin du 10 mars, le ministère de la Défense syrien annonce la fin des opérations dans l'ouest du pays : « Nous annonçons la fin de l'opération militaire [...] après le succès de nos forces pour réaliser tous les objectifs fixés ».

## Groupes impliqués dans les massacres
Selon Le Monde et France Info, plusieurs témoins accusent particulièrement les miliciens pro-turcs de l'Armée nationale syrienne et les djihadistes étrangers, notamment d'Asie centrale,.. Le journaliste Wassim Nasr impute également le gros des exactions à l'ANS. Le journal Le Monde rapporte que des habitants ont identifié des combattants de la Division al-Hamza et du Liwa Sultan Souleymane Chah, deux factions de l'ANS menées par le général Mohamed al-Jassem, dit « Abou Amcha », ancien commandant du Liwa Sultan Souleymane Chah nommé à la tête de la brigade de Hama de la nouvelle armée syrienne,. Le Réseau syrien pour les droits de l'homme désigne également la Division al-Hamza et le Liwa Sultan Souleymane Chah comme étant les deux factions responsables de la majorité des meurtres de civils. À Banias, les premières exactions sont commises par des habitants sunnites de la ville qui, marqués par le souvenir des massacres de mai 2013, se vengent sur leurs voisins alaouites,,. D'autres sunnites leurs viennent cependant en aide pour les cacher ou les faire sortir de la ville,.
Des forces du Département de la sécurité générale, issues du groupe Hayat Tahrir al-Cham et dépendant du ministère de l'Intérieur, sont déployées dans la région côtière pour assurer la sécurité des habitants,. Dans certains cas, elles parviennent à empêcher des massacres, notamment le 9 mars à Banias, où elles protègent des familles alaouites réfugiées dans les logements des employés de la raffinerie de la ville. Cependant, certains de leurs éléments sont également impliqués dans des exécutions sommaires.
Un groupe djihadiste, Saraya Ansar al-Sunnah, formé par des déserteurs de Hayat Tahrir al-Cham et des combattants mécontents de la politique menée par Ahmed al-Charaa, revendique avoir mené des attaques contre les populations alaouites au cours du mois de mars,
Les insurgés des groupes pro-Assad sont également impliqués dans des exactions. Ces derniers assassinent notamment des sunnites et exécutent sommairement des policiers faits prisonniers.
Le 22 juillet 2025, la commission nationale d'enquête identifie 298 personnes « nommément impliquées dans les violences » et 265 autres impliqués dans les attaques préalables contre les forces de sécurité.

## Bilan humain
Ces affrontements sont les plus violents depuis la chute du régime Assad en décembre 2024. Selon l'Observatoire syrien des droits de l'homme (OSDH), à la date du 17 mars, le bilan est au moins 273 tués du côté des forces de sécurité et d'au moins 259 tués chez les combattants pro-Assad.
L'OSDH affirme également le 17 mars qu'au moins 1 557 civils, en majorité alaouites, ont été exécutés au cours de 50 massacres, dont 795 dans le gouvernorat de Lattaquié, 487 dans le gouvernorat de Tartous, 262 dans le gouvernorat de Hama et 13 dans le gouvernorat de Homs. Par la suite l'OSDH donne un bilan d'au moins 1 700 civils tués pour l'ensemble du mois de mars. 
L'OSDH précise qu'au moins 69 civils ont été exécutés le 7 mars dans les villages de al-Shir et al-Mukhtariya, près de la ville de Lattaquié. Le journal Le Monde rapporte que plus d'une cinquantaine d'hommes alaouites sont également massacrés dans les villages de Moukhtareya, Sheer et Haffah et que « plusieurs vidéos publiées sur les réseaux sociaux et la messagerie Telegram montrent des hommes armés – certains en uniformes – en train d’humilier des civils, les faisant ramper ou aboyer comme des chiens, ainsi que des exécutions sommaires et des cadavres couverts de sang, gisant sur le bord des routes ». L'Associated Press fait également état de 31 civils tués le 7 mars dans le village de Tuwaym, dont quatre femmes et neuf enfants. Le journal Le Monde fait état, d'après des témoignages locaux, d'environ 100 morts à Banias les 7 et 8 mars ; de 42 morts à Ain Al-Arous ; 50 à 300 morts à Snobar ; 11 morts à Boustan Al-Bacha ; plus de 130 morts à Al-Mouktariya ; 24 morts à Qurfais ; 24 morts, dont deux femmes, dans le village d'Arzé, dans le gouvernorat de Hama, le 7 mars ; et 27 morts, dont cinq femmes, à Sharifa, le 8 mars. Une cinquantaine de femmes alaouites sont également enlevées et portées disparues entre janvier et avril 2025.
Pour le journaliste Wassim Nasr, le bilan est, à la date du 10 mars, d'environ 400 morts pour les forces de sécurité, de 150 morts pour les insurgés pro-Assad et d'environ 400 morts pour les civils.
Le 15 mars, le Réseau syrien pour les droits de l'homme (SNHR) donne un bilan d'au moins 1 034 personnes tuées au cours des violences,. Parmi elles, figurent 823 civils, dont au moins 39 enfants, 49 femmes et 27 membres de personnel médical,. Il estime que 595 civils et combattants désarmés ont été exécutés par les forces de sécurité, tandis que 211 civils ont été tués par les insurgés pro-Assad,. Parmi les victimes des forces de sécurité, au moins 185 ont été tués dans le gouvernorat de Lattaquié, 183 dans le gouvernorat de Tartous, 49 dans le gouvernorat de Hama et trois dans le gouvernorat de Homs. Le SNHR fait également état d'au moins 214 morts pour les forces de sécurité et ne donne par de bilan pour les forces pro-Assad,,. Pour l'ensemble du mois de mars, le SNHR donne un bilan de 1 334 personnes tuées sur la côte syrienne, dont 60 enfants et 84 femmes, parmi lesquelles figurent 889 personnes, dont 51 enfants et 63 femmes, tuées par les forces de sécurité et 446 personnes, dont neuf enfants et 21 femmes, tuées par des groupes armés pro-Assad,. Parmi les victimes, plus d'une quarantaine de médecins et de pharmaciens sont tués, certains d'entre eux ayant volontairement été pour pour cibles pour leurs professions. Leurs bourreaux se seraient notamment justifiés en les amalgament au dictateur syrien Bachar el-Assad, alaouite diplômé en ophtalmologie, ou en leur reprochant d'avoir pu faire des études pendant qu'eux, vivaient dans des camps de réfugiés. 
Le 22 juillet 2025, la commission nationale d'enquête identifie 1 426 victimes, en majorité des civils, dont 90 femmes,,. Les pertes des forces de sécurité sont de 238 tués,.

## Réfugiés
À la mi-avril, l'ONU estime qu'environ 30 000 alaouites ont fui au Liban. Certains se réfugient également dans la base aérienne de Hmeimim, alors toujours contrôlée par la Russie.

## Réactions
Le soir du 7 mars, le président par intérim Ahmed al-Charaa déclare aux insurgés assadistes : « Vous vous en êtes pris à tous les Syriens et avez commis une faute impardonnable. La riposte est tombée, et vous n'avez pas pu la supporter. Déposez vos armes et rendez-vous avant qu'il ne soit trop tard ». Il exhorte également ses troupes à « éviter toute exaction ou débordement » et affirme que quiconque « portera atteinte à des civils innocents sera jugé sévèrement. […] Nos familles de la côte et dans les zones de combats sont sous notre responsabilité, et il est de notre devoir de les protéger et de les sauver du joug des gangs du régime déchu ». Le 9 mars, il annonce la formation d'une « commission indépendante » afin d'enquêter sur les massacres. Celle-ci comprend sept membres, dont cinq juges et deux alaouites,,. Il promet alors de poursuivre « fermement et sans indulgence » tous ceux impliqués « dans l'effusion de sang des civils [...] ou qui a outrepassé les pouvoirs de l'État ».
Certains leaders religieux alaouites dénoncent l'opération de contre-insurrection, mais la plupart appellent au calme afin de se distancier des groupes armés pro-Assad.
L'Administration autonome du Nord et de l'Est de la Syrie, contrôlée par les Forces démocratiques syriennes, appelle pour sa part « toutes les forces politiques impliquées à s'engager dans un dialogue national » pour « une solution politique globale ».
L'envoyé spécial de l'ONU pour la Syrie, Geir Pedersen, se déclare « profondément alarmé » et appelle toutes les parties à « la retenue ».
L'insurrection assadiste est condamnée par la Turquie, la Jordanie et l'Arabie saoudite qui dénoncent l'action de « groupes hors-la-loi », sans pour autant dénoncer les massacres contre les civils alaouites.
La Russie appelle les dirigeants syriens à la « désescalade » pour « stopper le bain de sang ». L'Iran déclare s'opposer aux meurtres de « Syriens innocents ». L'Allemagne appelle toutes les parties à éviter « une spirale de violence ». La France condamne quant à elle « avec la plus grande fermeté les exactions qui ont frappé des civils sur une base confessionnelle et des prisonniers ». Le Royaume-Uni condamne les tueries « horribles » et appelle « les autorités à Damas » à « assurer la protection de tous les Syriens et tracer une voie claire vers la justice transitionnelle ». Marco Rubio, le chef de la diplomatie des États-Unis, condamne quant à lui les « terroristes islamistes radicaux » pour ces « massacres », et appelle les autorités syriennes à en poursuivre les auteurs.

## Suites
Des exactions ponctuelles continuent d'avoir lieu les semaines suivantes. Le 31 mars, six alaouites sont tués par deux hommes armés dans le village Harf Ben Nimra, près de Banias. Le 24 avril, un ancien général de l'armée de l'air, Ali Chalhoub, également alaouite, est tué à Homs lors d'une tentative des forces de sécurité de l'arrêter. Celle-ci provoque des affrontements qui causent la mort d'un membre des forces de sécurité. Les 24 et 25 avril, onze civils alaouites sont tués par des membres des forces, dont trois sous la torture après leur arrestation selon l'OSDH. 

## Analyses
Selon le journaliste Wassim Nasr : « les gens qui combattent actuellement, les fidèles du régime, sont des gens qui savaient qu'ils n'auraient pas d'amnistie. Eux-mêmes avaient menacé les Alaouites parce qu'ils les accusaient de pactiser avec le nouveau régime. Leur seul espoir de s'échapper était de créer une levée de boucliers communautaire qui ne viendrait qu'à travers des exactions. C'est ce qu'ils ont fait ».
Pour le chercheur au CNRS Thomas Pierret : « Le pouvoir syrien a du mal à contrôler ses propres troupes et sa population. […] Il y a des unités avec des combattants étrangers, comme des Ouzbeks, mais aussi des civils, qui se vengent d’événements qui ont pu se produire il y a dix ou quinze ans. […] Vendredi soir, on a vu les unités en charge de la sécurité intérieure protéger des quartiers alaouites de Homs, pour éviter des représailles de la population contre ces quartiers. […] La majorité de la population dans les régions alaouites ne voulait pas repartir dans un cycle de guerre et de représailles. Si elle est confrontée à des actions de grande ampleur et des massacres, cela pourrait fournir aux insurgés le soutien populaire dont ils manquaient jusqu’à présent ».
D'après Hélène Sallon, journaliste au Monde : « Le président Al-Charaa et ses hommes, issus du groupe Hayat Tahrir Al-Cham, n’ont ni l’avantage du nombre ni les moyens militaires pour contrôler ces factions radicales en porte-à-faux avec sa politique de modération. Des affrontements auraient d’ailleurs opposé, dans certains villages côtiers, début mars, des factions armées à des unités de la sûreté générale, lors du déploiement de ces dernières pour mettre fin aux tueries et aux pillages, selon des habitants. Le dirigeant syrien a besoin de l’aval de la Turquie pour agir contre les factions armées qui lui sont liées, ou au moins pour les isoler au sein du dispositif sécuritaire. Le président Al-Charaa ne veut pas non plus s’aliéner les communautés locales sunnites dont des membres ont prêté main-forte aux factions. Celles-ci réclament vengeance pour les crimes perpétrés sous le régime Al-Assad et s’impatientent de voir les autorités en traduire en justice les responsables ».
Selon le géographe spécialiste de la Syrie Fabrice Balanche, « ces affrontements et massacres révèlent de profondes divergences que la volonté d'unité syrienne affichée par Ahmed al-Charaa ne pouvait pas éternellement dissimuler ». Balanche précise que « les alaouites qui avaient eux-mêmes opprimé les sunnites à l'époque du régime Assad sont particulièrement menacés par des représailles. Conscients de cette menace, ils se sont armés et ont pris le contrôle de territoires sur la côte, provoquant la répression du nouveau gouvernement dans une sorte de « prophétie autoréalisatrice » ».
En juin 2025, l'agence Reuters publie une enquête approfondie sur les massacres, basée sur plus de 200 témoignages de familles de victimes et 40 entretiens avec des responsables sécuritaires et combattants. L'enquête identifie 40 sites de tueries et établit l'implication de formations dépendant du nouveau gouvernement syrien, notamment le service de sécurité générale du ministère de l'Intérieur et d'anciennes unités de Hayat Tahrir al-Cham comme l'Unité 400. Les journalistes accèdent notamment à des échanges sur un groupe Telegram d'un officiel du ministère de la Défense coordonnant la riposte contre les insurgés pro-Assad, qui représentent la principale preuve d'une chaîne de commandement remontant jusqu'à Damas.

## Vidéographie
- [vidéo] Massacre en Syrie : ce que l’on sait des attaques contre les Alaouites, France 24, 10 mars 2025.
- [vidéo] Liselotte Mas, Poline Tchoubar, Elisa Bellanger et Adrien Sahli, Syrie : des vidéos authentifiées par « Le Monde » prouvent que des hommes du nouveau régime étaient bien impliqués dans les massacres d’alaouites, Le Monde, 25 avril 2025.